# Herbert Kajumba
Herbert Kajumba (ur. 21 stycznia 1950) – ugandyjski hokeista na trawie, uczestnik Letnich Igrzysk Olimpijskich 1972.
Na igrzyskach w Monachium, Kajumba reprezentował swój kraj w siedmiu spotkaniach przeciwko ekipom: Malezji, Francji, Pakistanu (we wszystkich trzech, Ugandyjscy hokeiści przegrywali wynikiem 1-3), Argentyny (0-0), RFN (1-1), Belgii (2-0 na korzyść Belgii) i Hiszpanii (2-2); nie strzelił w nich jednak żadnego gola. W klasyfikacji końcowej, jego drużyna zajęła przedostatnie 15. miejsce, wyprzedzając jedynie reprezentację Meksyku. Podczas tego turnieju, Kajumba został ukarany trzema zielonymi kartkami.